# Валя-Глодулуй (Муреш)
Валя-Глодулуй (рум. Valea Glodului) — село у повіті Муреш в Румунії. Входить до складу комуни Валя-Ларге.
Село розташоване на відстані 291 км на північний захід від Бухареста, 38 км на захід від Тиргу-Муреша, 39 км на схід від Клуж-Напоки.

## Населення
За даними перепису населення 2002 року у селі проживали 176 осіб, усі — румуни. Усі жителі села рідною мовою назвали румунську.